# Codex Medicus

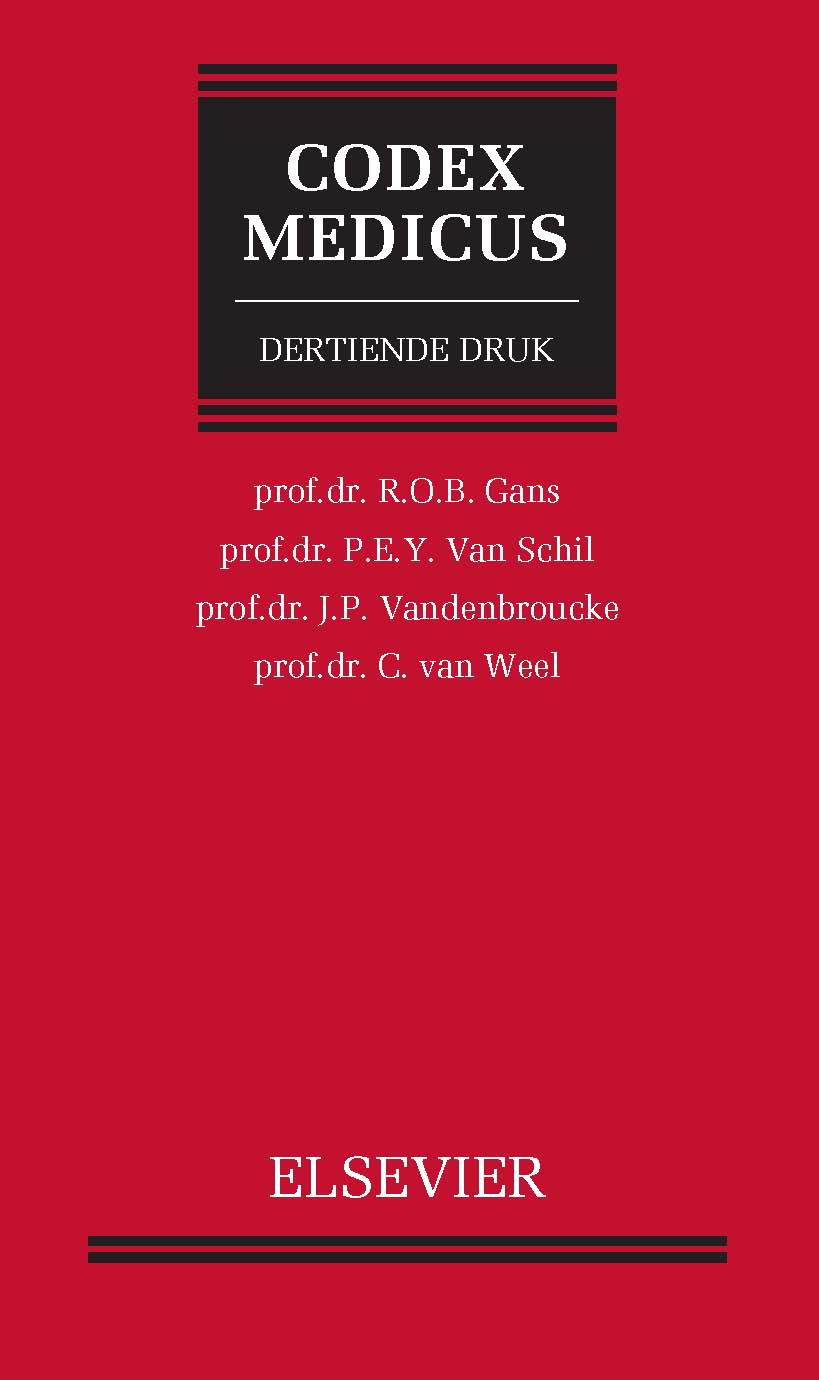
Omslag Codex Medicus - 13e druk

De Codex Medicus is een gerenommeerd Nederlandstalig medisch naslagwerk waarvan de eerste druk in 1956 verscheen. In de daarop volgende jaren groeide dit boek van circa 600 pagina's tot ruim 1600 pagina's (13e druk uit 2009). Het boek wordt uitgegeven door Elsevier. Een belangrijk kenmerk is de encyclopedische opzet.
De 50 naar specialisme ingedeelde hoofdstukken zijn geschreven of bewerkt door 123 Nederlandse en Vlaamse auteurs. De hoofdstukken zijn alfabetisch ingedeeld. Van alle ziektebeelden komen aan de orde: etiologie, symptomatologie, diagnostiek, therapie, en vaak ook preventie, prognostiek, frequentie en differentiaal-diagnostiek.
De Codex Medicus wordt vooral gebruikt door huisartsen, specialisten, tandartsen en apothekers.